# (35178) 1993 TQ27
1993 TQ27 (asteroide 35178) é um asteroide da cintura principal. Possui uma excentricidade de 0.07639030 e uma inclinação de 7.38534º.
Este asteroide foi descoberto no dia 9 de outubro de 1993 por Eric Walter Elst em La Silla.